# Sigfred Pedersen
Sigfred Henrik Pedersen, född 10 mars 1903 i Harndrup, död 2 december 1967 i Helsingör, var en dansk journalist, recensent, författare och låtskrivare.

## Biografi
Sigfred Pedersen var son till gårdsägaren Lars Henrik Pedersen och Karen Larsen. Han fick sin första dikt, Mimers Væld, publicerad i Odense Katedralskoles skoltidning 1921. Han tog studentexamen 1923 och tog en kandidatexamen i statsvetenskap från Köpenhamns universitet 1931. Han arbetade som avdelningschef på försäkringsbolaget Haand i Haand (1929), som journalist på Nationaltidende (1930-1931) och litteraturrecensent på B.T. (1933-1935) innan bestämde sig för att helt ägna sig åt författarskapet. Han framträdde även sporadiskt som skådespelare, revyförfattare och cabarékonstnär. 1940-1942 var han värd på Wessels kro i Köpenhamn, men genomförde turnéer i hela Danmark tillsammans med sin andra hustru, vissångaren Else Bloch-Sørensen, med egenkomponerade visor som Katinka, Den gamle Skærslibers Foraarssang, Jeg plukker Fløjlsgræs og Ridderspore och Nu går våren gennem Nyhavn. Melodierna till dessa visor komponerades av Niels Clemmensen.
Pedersen debuterade i bokform 1927 med diktsamlingen Foraarets Viser og Somrens Vers. Denna efterföljdes av samlingarna Blaa Mandag (1931), Nye og sørgelige Viser (1933), Sørgmuntre Sange (1936), Slanter og Sølvtøj (1938), Vignetter i Digt og Streg (tillsammans med Anton Hansen), (1946), Gøg og Galgenfugl (1947), Lærke-Sange og Nyhavns-Klange (1948), Spillebog for Hus, Hjem og Kro, Min søn Perikum (1950) och Forårsfredrik, (1957). Kännetecknande för dessa samlingar är skildringarna av romantik samt naturbilderna som målas upp i visorna. Han var även romanförfattare och den första, Valmuen, utgavs 1932. Därefter gav han ut de historiska romanerna Viking (1949), Drømmen om Vinland (1951), Vinland det gode (1952) och Thyra Danebod (1956).
Pedersen var styrelseledamot i Dansk Forfatterforening, Dansk Revyforfatter- og Komponistforbund och DAFO.

## Erkännanden
För sitt författarskap tilldelades han Aarestrupmedaljen 1951. Övriga erkännanden inkluderar Forfatterforbundets Legat (1945), Sophus Michaëlis' Legat (1945), Holger Drachmann-legatet (1946), Frøken Suhrs Forfatterlegat (1951), Herman Bangs Mindelegat (1965), Anckerska legatet (1966) samt Emma Bærentzens Legat.